# NGC 2423
NGC 2423 is een open sterrenhoop in het sterrenbeeld Achtersteven. Het hemelobject werd op 19 maart 1786 ontdekt door de Duits-Britse astronoom William Herschel. 

## Synoniemen
- OCL 592